# Mistrzostwa Świata w Biathlonie 2019 – sztafeta kobiet
Sztafeta kobiet na Mistrzostwach Świata w Biathlonie 2019 odbyła się 16 marca w Östersund. Była to dziewiąta konkurencja podczas tych mistrzostw. Wystartowały w niej 23 reprezentacje, z których ukończyły 4 nie ukończyły zawodów. Mistrzyniami świata zostały Norweżki, srebro zdobyły Szwedki, a trzecie miejsce zajęła reprezentacja Ukrainy.
Reprezentacja Polski zajęła 7. miejsce.

## Wyniki
| Miejsce | Nr | Reprezentacja                                                                                       | Czas                                      | Kary (L+S)                              | Strata  |
| ------- | -- | --------------------------------------------------------------------------------------------------- | ----------------------------------------- | --------------------------------------- | ------- |
| 01 !    | 3  | Norwegia · Synnøve Solemdal · Ingrid Landmark Tandrevold · Tiril Eckhoff · Marte Olsbu Røiseland    | 1:12:00,1 17:46,8 18:31,9 17:48,8         | 0+5 1+3 0+2 0+0 0+0 0+0 0+2 1+3 0+1 0+0 | -       |
| 02 !    | 5  | Szwecja · Linn Persson · Mona Brorsson · Anna Magnusson · Hanna Öberg                               | 1:12:24,4 17:27,0 18:08,4 17:52,8 18:56,2 | 0+2 0+4 0+0 0+0 0+0 0+1 0+0 0+0 0+2 0+3 | +24,3   |
| 03 !    | 10 | Ukraina · Anastasija Merkuszyna · Wita Semerenko · Julija Dżima · Wałentyna Semerenko               | 1:12:35,2 17:18,7 18:10,1 18:39,3 18:27,1 | 0+2 0+3 0+0 0+0 0+1 0+0 0+0 0+2 0+1 0+1 | +35,1   |
| 4       | 1  | Niemcy · Vanessa Hinz · Franziska Hildebrand · Denise Herrmann · Laura Dahlmeier                    | 1:12:35,7 18:02,8 18:47,6 17:41,3 18:04,0 | 0+8 1+6 0+1 1+3 0+3 0+1 0+2 0+2 0+2 0+0 | +35,6   |
| 5       | 4  | Rosja · Jewgienija Pawłowa · Swietłana Mironowa · Uljana Kajszewa · Jekatierina Jurłowa-Percht      | 1:12:43,7 17:37,2 18:46,1 18:04,6 18:15,8 | 0+4 0+8 0+0 0+2 0+3 0+3 0+1 0+0 0+0 0+3 | +43,6   |
| 6       | 15 | Słowacja · Ivona Fialková · Terézia Poliaková · Anastasija Kuźmina · Paulína Fialková               | 1:12:53,2 17:43,2 19:20,8 17:42,1 18:07,1 | 0+5 0+4 0+0 0+2 0+1 0+1 0+2 0+1 0+2 0+0 | +53,1   |
| 7       | 19 | Polska · Kinga Zbylut · Monika Hojnisz · Magdalena Gwizdoń · Kamila Żuk                             | 1:13:47,2 18:17,4 18:18,8 18:45,8 18:25,2 | 0+4 0+5 0+2 0+3 0+1 0+0 0+0 0+2 0+1 0+0 | +1:47,1 |
| 8       | 2  | Francja · Anaïs Chevalier · Célia Aymonier · Julia Simon · Justine Braisaz                          | 1:13:57,5 18:06,6 19:40,0 17:54,4 18:16,5 | 0+1 3+5 0+0 0+2 0+0 3+3 0+0 0+0 0+1 0+0 | +1:57,4 |
| 9       | 11 | Stany Zjednoczone · Susan Dunklee · Clare Egan · Joanne Reid · Emily Dreissigacker                  | 1:14:22,4 17:23,4 17:48,8 18:33,2 20:37,0 | 0+0 2+5 0+0 0+1 0+0 0+0 0+0 0+1 0+0 2+3 | +2:22,3 |
| 10      | 6  | Włochy · Lisa Vittozzi · Nicole Gontier · Alexia Runggaldier · Federica Sanfilippo                  | 1:14:33,0 17:13,3 17:59,4 20:20,7 18:59,6 | 0+4 1+5 0+1 0+2 0+0 0+0 0+0 1+3 0+3 0+0 | +2:32,9 |
| 11      | 8  | Białoruś · Dzinara Alimbiekawa · Irina Kruczinkina · Jelena Kruczinkina · Iryna Kryuko              | 1:14:33,2 18:43,1 18:48,5 18:26,4 18:35,2 | 1+5 0+4 1+3 0+1 0+1 0+0 0+0 0+2 0+1 0+1 | +2:33,1 |
| 12      | 12 | Estonia · Regina Oja · Tuuli Tomingas · Johanna Talihärm · Meril Beilmann                           | 1:15:04,7 17:49,2 18:30,8 19:12,8 19:31,9 | 0+6 0+5 0+1 0+0 0+1 0+2 0+2 0+3 0+2 0+0 | +3:04,6 |
| 13      | 9  | Szwajcaria · Aita Gasparin · Elisa Gasparin · Lena Häcki · Selina Gasparin                          | 1:15:25,4 18:29,1 18:17,0 19:19,1 19:20,2 | 0+6 2+6 0+2 0+0 0+0 0+1 0+2 2+3 0+2 0+2 | +3:25,3 |
| 14      | 14 | Kanada · Sarah Beaudry · Emma Lunder · Megan Bankes · Rosanna Crawford                              | 1:15:40,0 17:50,5 19:22,8 19:19,3 19:07,4 | 1+6 0+3 0+1 0+1 1+3 0+0 0+2 0+1 0+0 0+1 | +3:39,9 |
| 15      | 7  | Czechy · Eva Puskarčíková · Jessica Jislová · Markéta Davidová · Veronika Vítková                   | 1:15:52,0 19:45,1 18:19,7 19:14,5 18:32,7 | 4+6 0+3 3+3 0+2 0+0 0+0 1+3 0+1 0+0 0+0 | +3:51,9 |
| 16      | 13 | Austria · Lisa Theresa Hauser · Julia Schwaiger · Christina Rieder · Katharina Innerhofer           | 1:16:17,2 17:50,8 19:53,0 19:30,9 19:02,5 | 0+5 1+7 0+0 0+2 0+1 1+3 0+2 0+0 0+2 0+2 | +4:17,1 |
| 17      | 16 | Chiny · Tang Jialin · Chu Yuanmeng · Meng Fanqi · Zhang Yan                                         | 1:16:31,7 17:53,2 20:02,0 19:14,6 19:21,9 | 1+4 0+3 0+0 0+0 1+3 0+1 0+0 0+0 0+1 0+2 | +4:31,6 |
| 18      | 23 | Kazachstan · Galina Wiszniewska · Jelizawieta Belczenko · Ludmiła Achatowa · Anastasija Kondratiewa | 1:17:35,8 17:55,2 19:16,8 19:54,0 20:29,8 | 0+5 0+3 0+0 0+0 0+1 0+0 0+1 0+2 0+3 0+1 | +5:35,7 |
| 19      | 18 | Japonia · Fuyuko Tachizaki · Sari Maeda · Yurie Tanaka · Asuka Hachisuka                            | 1:17:43,3 18:10,2 19:04,4 19:59,8 20:28,9 | 0+5 0+6 0+1 0+2 0+0 0+2 0+3 0+1 0+1 0+1 | +5:43,2 |
| 20      | 17 | Bułgaria · Danieła Kadewa · Desisława Stojanowa · Miłena Todorowa · Emilija Jordanowa               | LAP 18:20,3 20:14,8 20:19,9               | 2+7 0+5 0+1 0+2 2+3 0+0 0+3 0+3         | -       |
| 21      | 20 | Korea Południowa · Anna Frolina · Kim Seon-su · Ko Eun-jung · Park Ji-ae                            | LAP 17:54,0 20:46,1                       | 0+4 0+1 0+0 0+0 0+2 0+1 0+2 0+0         | -       |
| 22      | 21 | Finlandia · Suvi Minkkinen · Venla Lehtonen · Sanna Markkanen · Laura Toivanen                      | LAP 18:35,3 20:13,2                       | 0+5 2+9 0+0 0+3 0+3 1+3 0+2 1+3         | -       |
| 23      | 22 | Słowenia · Urška Poje · Polona Klemenčič · Lea Einfalt · Nina Zadravec                              | LAP 18:28,2 20:37,9                       | 3+8 1+6 0+2 0+0 2+3 0+3 1+3 1+3         | -       |